# Ступа
Ступа је споменик, симбол Буде и будизма.

## Предбудистичко порекло
У стара времена речју сутпа означавала се хумка подигнута над гробом (из санскритa ступ: нагомилати, скупити на гомилу). Оваква хумка имала је облик полулопте и прављена је углавном од земље или од камења. Индијци су у средину полулопте стављали штап и посмртне остатке закопавали под њим. Штап се сматрао везом са средиштем космосa који скупља сву енергију и утиче на рађање свог живота.(Полу-)лопта, као симбол потпуности представљала је равнотежу енергије у космосу, и постала његов симбол.

## Будистички почеци
Будизам је преузео ову основну идеју. У сутри Махапаринибана спомиње се да су четири круга особа достојна да одрже овакву надгробну хумку: један попуни светац „савршено пробуђен“ (историјски Буда — Сама-Самбуда), један „пробуђени појединац“ (дакле један Буда — Пачека-Буда), један ученик свеца и један цар-краљ (Чакравартин — универзални монарх).

## Изградња сопственог језика форме
У само неколико векова једноставна надгробна хумка развила се до основног облика данашњих ступа у средњој Индији. Већ ту се препознају четири основна елемента: платформа квадратног облика као основа, куполасти свод у облику полулопте, просторија за реликвију и шпицасти врх замењен стилизованим кишобраном који се завршава круном, драгуљем. Ова четири елемента симболизују елементе будизма: Санга (темељ, основа), Дама (кугла), Буда (просторија за реликвију, врх) и Нибана (драгуљ). 

## Различит национални развој ступа
Од овог основног облика ступе, током векова у Шри Ланци су се развиле дагобе, у Тајланду чеди. Од чедија се затим у Лаосу развио тат. Северна развојна линија обликовала је у Бутану и на Тибету чортен, а у Кини та. И све друге земље у којима се појављује будизам, развиле су сопствене варијације ступе под различитим именима.